# Gustaf Sjöstedt
Anders Gustaf Sjöstedt född 10 december 1822 i Skara stadsförsamling, Skaraborgs län, död 31 mars 1889 i Hjo stadsförsamling, Skaraborgs län, var en svensk grosshandlare i Hjo.

## Biografi
Gustaf Sjöstedt var son till Anders Sjöstedt (1789–1849) och Johanna Lovisa Schoug (1797–1881) i Skara. Han var bror till grosshandlaren Carl Henrik Sjöstedt (1821–1912) och farbror till dennes son grosshandlaren Helmer Sjöstedt, bägge verksamma i Hjo.
Han spelade en viktig roll för Hjos utveckling. Tillsammans med godsägaren Harald Röhss på Munkebergs säteri, greven Gustaf Sparre på Almnäs och provinsialläkaren Wilhelm Baggstedt var han initiativtagare till grundandet av Hjo Vattenkuranstalt AB, som uppfördes från 1876.
Under ett antal år ägde han tillsammans med kompanjonen Johan Persson Hjo Smidesmanufakturbolag, senare Hjo Mekaniska Verkstad, tills den såldes 1899 till bröderna Carl (död 1917) och Victor Smedberg (1863–1926).
Gustaf Sjöstedt gifte sig 1846 med Emma Forssell (1829–1915). 
Paret hade tio barn. Det yngsta var entomologen Yngve Sjöstedt. Ett annat var metallurgen Ernst Adolf Sjöstedt (1856–1912), som emigrerade till USA och sedan till Kanada och som omkom vid Titanics förlisning 1912.